# Libštejnští z Kolovrat
Libštejnští z Kolovrat (Kolowrat-Liebsteinští) byli jednou z větví rodu Kolovratů. Své jméno odvozovali od hradu Libštejn na Plzeňsku. Během 14. a 15. století se rod Kolovratů rozdělil do osmi rodových větví, které jsou odvozovány od synů Albrechta staršího z Kolowrat. První syn Albrecht mladší z Kolowrat byl praotcem linie Krakovské, ale také Libštejnské která spadá do období od konce 14. století do roku 1760.

## Historie

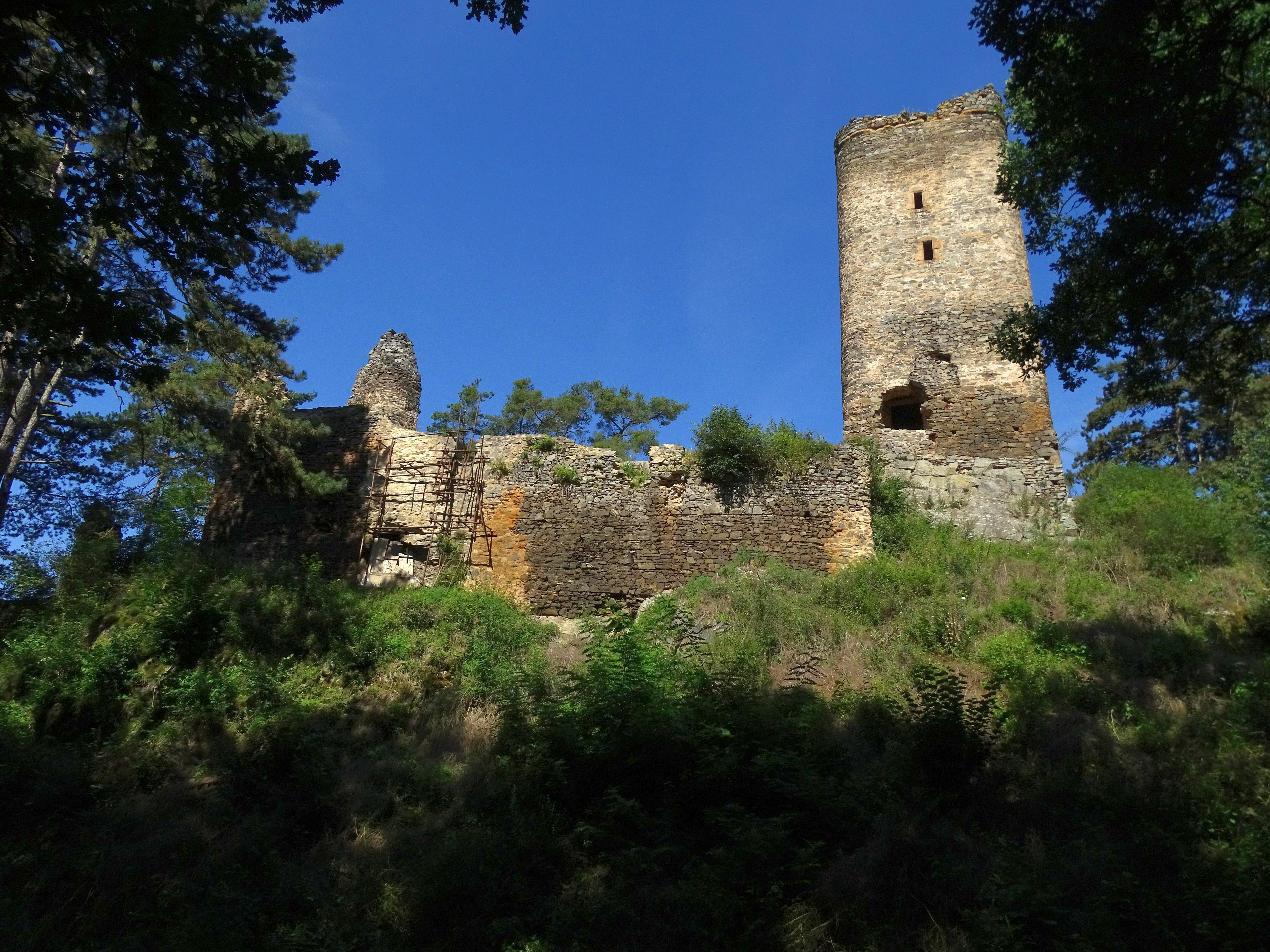
Zbytky hradu Libštejn

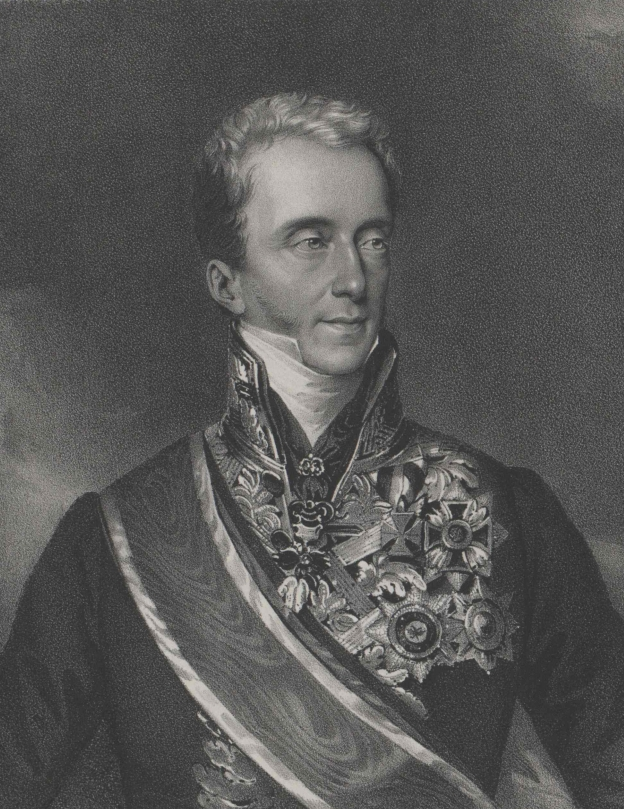
František Antonín II. Libštejnský z Kolovrat (1778-1861), poslední člen rodu libštejnských Kolovratů

Hrad Libštejn získali Kolovratové koncem 14. století. Tehdy ještě tato větev sídlila na Krašově, po přenesení sídla na Libštejn došlo k přejmenování rodu. V letech 1503–1510 byl Albrecht II. z Kolowrat a na Libštejně nejvyšším kancléřem. Po Bílé hoře přišli někteří členové rodu při konfiskaci o majetek. Roku 1624 došlo k povýšení Zdeňka Lva Libštejnského z Kolovrat na hraběte. Roku 1861 zemřel František Antonín II. Libštejnský z Kolowrat, poslední člen rodu, a majetek připadl Krakovským z Kolovrat. Přídomek „Libštejnský“ přešel na rodovou větev Kolowrat-Krakowských-Liebsteinských sídlící na zámku v Rychnově nad Kněžnou.

## Významné osobnosti rodu
- Hanuš I. z Kolowrat (uváděn 1390–1450), hejtman měst pražských a jeden ze šesti dočasných správců Českého království, podporovatel císaře Zikmunda
- Hanuš II. z Kolowrat (uváděn 1430–1483), administrátor Pražského arcibiskupství, dárce knih do Kapitulní knihovny a Kolowratského plenáře do Svatovítského pokladu, mecenáš kulturyí
- Albrecht II. z Kolowrat a na Libštejně (uváděn 1463–1510), nejvyšší kancléř a komoří Českého království
- Jindřich Libštejnský z Kolowrat (1570–1646), nejvyšší dvorský sudí, nejvyšší zemský sudí, nejvyšší zemský komorník a nejvyšší hofmistr Českého království
- Albrecht Libštejnský z Kolowrat (1583–1648), císařský komorník, místokancléř Českého království
- Zdeněk Lev Libštejnský z Kolowrat (1588–1640), v roce 1624 povýšen do hraběcího stavu, podkomoří králové v Čechách
- Oldřich František Libštejnský z Kolowrat (1607–1650), nejvyšší purkrabí Českého království, nejvyšší hofmistr Českého království, Císařský tajný rada
- František Karel I. Libštejnský z Kolowrat (1620–1700), držitel řádu zlatého rouna, zemský a krajský hejtman, prezident nad apelacemi, mecenáš
- Jan Vilém Vojtěch Libštejnský z Kolowrat (1627–1668), jmenovaný arcibiskup pražský, velmistr Řádu křižovníků s červenou hvězdou
- Václav Libštejnský z Kolowrat (1634–1659), jezuita, mecenáš, kanovník, vzdělanec
- Norbert Leopold Libštejnský z Kolowrat (1655–1716), držitel řádu zlatého rouna, císařský vyslanec u braniborského kurfiřta, mecenáš
- Antonín Jan Libštejnský z Kolovrat (1656–1699), hejtman Žateckého kraje
- Vincenc Maria Libštejnský z Kolowrat (1749–1824), držitel řádu zlatého rouna, velkopřevor Maltézských rytířů, velící generál, polní podmaršál, nositel vojenských ocenění
- František Antonín II. Libštejnský z Kolowrat (1778–1861), držitel řádu zlatého rouna, 1. ministerský předseda Rakouského císařství, nejvyšší purkrabí Českého království, spoluzakladatel Národního muzea, mecenáš, nositel vojenských ocenění

## Majetek
- Hrady – Krašov, Libštejn, skalní hrad Sloup, Točník, Žebrák
- Zámky – Rychnov nad Kněžnou, Zbiroh
- Obce – Barchov, Dobříš s hradem Vargač, Luka, Nezamyslice, Plasy, Starosedlský Hrádek, Strýčkovy, Žichovice

## Erb
Až do roku 1624 byl erb totožný s erbem Kolovratů. V tom roce byl erb Libštejnských polepšen o rakouský štítek s korunkou umístěnou na hrudi orlice.
Modrý štít, stříbro-červeně polcená orlice se zlatou zbrojí a se zlatým perizoniem, na prsou má červený štítek se stříbrným břevnem, korunovaný knížecí korunou. Klenot na zlatě korunované turnajové přilbě s červeno-stříbrnými přikryvadly tvoří uzavřená orlí křídla, přední červené se zlatým perizoniem a s knížecí korunou, korunovaným červeným štítkem se stříbrným břevnem.